# フォルカーク (カウンシル・エリア)

フォルカーク

フォルカーク（英語: Falkirk, スコットランド・ゲール語: an Eaglais Bhreac）は、スコットランドの行政区画の一つ。南西をノース・ラナークシャー、北西をスターリング、南東をウェスト・ロージアン、フォース湾を挟んでファイフと接する。総面積297平方キロメートル。人口158,450人（2022年推計）。州都は同名のフォルカーク（人口35,590人、2022年推計）。